# May-en-Multien
May-en-Multien település Franciaországban, Seine-et-Marne megyében. Lakosainak száma 884 fő (2022. január 1.). May-en-Multien Rouvres-en-Multien, Ocquerre, Le Plessis-Placy, Rosoy-en-Multien, Varinfroy, Crouy-sur-Ourcq és Lizy-sur-Ourcq községekkel határos.

## Népesség
A település népességének változása:
| Lakosok száma | 908  | 905  | 907  | 912  | 926  | 943  | 923  | 904  | 884  |
|               | 2013 | 2015 | 2016 | 2017 | 2018 | 2019 | 2020 | 2021 | 2022 |